# Тиждень поневолених народів
Тиждень поневолених народів (англ. Captive Nations Week) — щорічний комплекс масових заходів, що початково мав на меті привернення уваги громадськості Сполучених Штатів до проблеми поневолених народів, що перебувають під контролем комуністичних режимів.

## Історія

Карта Козакії, згаданої в законі, на обкладинці емігрантського журналу

«Тиждень» вперше було організовано у США в 1953 році, а в 1959 році надано офіційний статус із прийняттям резолюції Конгресу США, автором проекту якої був президент Українського конгресового комітету Лев Добрянський. 17 липня 1959 року президент Дуайт Ейзенхауер надав їй силу закону (закон № 86-90, англ. Public Law 86-90 Captive Nations Week Resolution).
Відповідно до цього закону, президент США уповноважувався проголошувати «Тиждень поневолених народів» щорічно — до тих пір, поки всі вони не віднайдуть свободу і незалежність. «Тиждень» відзначається у США протягом третього тижня липня. Протягом нього проводяться офіційні церемонії і демонстрації на підтримку поневолених народів.
У тексті резолюції Конгресу, що стала законом, до народів, що втратили національну незалежність завдяки «імперіалістичній політиці, прямій і непрямій агресії комуністичної Росії», були зараховані «Польща, Угорщина, Литва, Україна, Чехословаччина, Латвія, Естонія, Білорусь, Румунія, Східна Німеччина, Болгарія, континентальний Китай, Вірменія, Азербайджан, Грузія, Північна Корея, Албанія, Ідель-Урал, Тибет, Козакія, Туркестан, Північний В'єтнам та інші». Поява Ідель-Уралу, Козакії, Туркестану у тексті закону пов'язана з тим, що у той момент існували емігрантські організації татар, козаків та середньоазійських народів, які виступали за створення відповідних держав.
Хоч текст закону з переліком поневолених народів залишався незмінним, у щорічних прокламаціях тижня Президенти США згадували й інші країни або обмежувалися загальними фразами про права людини у невільних країнах. Так, у 2008 році президент Джордж Буш, оголошуючи в черговий раз про проведення «Тижня», вказував на збереження подібних режимів в «таких країнах, як Білорусь, Бірма, Куба, Іран, Північна Корея, Судан, Сирія та Зімбабве», і одночасно закликав до «підтримки молодих демократій в Афганістані й Іраку».
У 2021 році Президент Джо Байден підкреслив у своїй прокламації: «Хоча багато чого змінилося у світі з тих пір, як президент Ейзенхауер опублікував першу прокламацію народів, що потрапили в поневолення, у 1959 році, його заклик до свободи та вільних можливостей все ще звучить правдою. Під час Тижня Поненаолених Народів ми знову дотримуємось тих принципів, які складають основу нашої держави, і посилюємо голоси мужніх людей у всьому світі, які прагнуть просувати принципи прав людини, справедливості та верховенства права».
Байден звернув увагу на існуючий гніт у Білорусі, Китаї, Бірмі, Кубі, Нікарагуа та Венесуелі, де «голоси кричать про свободу». Він також зазначив, що «кримські татари, етнічні українці та інші етнічні та релігійні меншини зазнають репресій за протидію незаконній окупації Криму Росією».

## Критика
Радянський Союз виявляв сильне обурення і критикував цей закон, що і продовжує робити Росія.Конгрес російських американців (КРА) протягом багатьох років намагається ініціювати скасування або, принаймні, зміни в тексті закону, який начебто називає російський народ «поневолювачем» інших націй.